# Bibian Norai
Bibian Norai (Amposta, el 1 de septiembre de 1967) es una actriz y directora de cine porno española.
Antes de dedicarse al cine X estudió administrativo y contable. Como actriz ha trabajado para directores como José María Ponce, Xavier Domínguez, Conrad Son, Álex Romero, Torbe y Narcís Bosch entre otros.
En octubre de 2003 fue galardonada como mejor actriz X española en el Festival Internacional de Cine Erótico de Barcelona FICEB. Tiene una larga carrera como directora de Cine X [cita requerida]. En octubre de 2004 recibió el premio Ninfa del público como Mejor, película y mejor Director de Cine X en el FICEB. En 2005 recibido el premio a mejor Dirección en Madrid.
Como directora ha realizado varias películas,entre ellas "Mis perversiones" y "Mis ocultas fantasías" algunos cortometrajes en vídeo, además de diversos gonzos.
Es Directora de castings porno. Crítica y Jurado de CineX. Su primera cinta dirigida fue en formato de vídeo VHS para Fisgón Club "Caperucita el Cartero el ladrón y el jardinero". También ha colaborado en espectáculos de La Fura dels Baus como XXX.
También ha trabajado como actriz en algunas películas de cine convencional, por ejemplo: Yoputa junto a grandes actrices como Daryl Hannah y Denise Richards; Cien maneras de acabar con el amor de Vicente Pérez Herrero, con Carlos Bardem en el reparto; Lo mejor que le puede pasar a un cruasán de Paco Mir; con Pablo Carbonell, José Coronado; o Ellos robaron la picha de Hitler de Pedro Temboury; con Manuel Gancedo, Manuel Tallafé, Silvia Superstar y Jaime Noguera.
Ha sido portavoz oficial durante varios años del FICEB (Festival de Cine Erótico de Barcelona) y, así como de los Festivales Eróticos de las ciudades de México Oporto y Lisboa.
También fue durante Varios años la Directora artística del Salón erótico de Barcelona. Mientras compaginaba estos trabajos con el de manger y organizadora de espectáculos.
Además de una gran actriz es escritora. Es autora del libro El secreto del amante perfecto.